# Centro de Inteligencia de las Fuerzas Armadas
Pour les articles homonymes, voir CIFAS.
Le Centro de Inteligencia de las Fuerzas Armadas ou Centre d'Intelligence des Forces armées de l'Espagne (CIFAS) est l'organisme  militaire de Renseignements de l'État Major de la Défense espagnole.

## Description
Le Centre de d'Intelligence des Forces Armées de l'Espagne (CIFAS) est un organisme de l'État Major de la Défense. Il est responsable de faciliter l'accès au renseignement militaire pour le ministre de Défense, via le chef d'État-major de la Défense (JEMAD), et pour les autorités militaires. Il les alerte sur des situations internationales susceptibles de générer des crises affectant la défense nationale espagnole et apporte aussi le soutien nécessaire aux opérations dans leur milieu.
Ainsi, le CIFAS conseille le chef d'État Major de la Défense et les chefs d'État Major des Armées en matière de contre-renseignement militaire et de sécurité dans le milieu des Forces armées et contribue à son conseil au niveau stratégique des opérations militaires. À sa direction se trouve un chef avec rang de général.
C'est un organe unique et conjoint aux différentes armes des Forces armées espagnoles en matière de renseignement militaire. Il dirige les systèmes de renseignement et de guerre électronique, en maintenant les centres de renseignement de l'Armée de Terre, de la Marine et de l'Armée de l'Air, qui dépendent fonctionnellement du CIFAS. Fondé en 2004, il succède à l'ancienne division du renseignement de l'État Major de la Défense ainsi que à tous les services de renseignement e de chacune des branches militaires.
Parmi ses obligations se trouvent:
1. Diriger et coordonner l'exploitation des systèmes conjoints de renseignement, surveillance et reconnaissance, et coordonner l'exploitation des systèmes spécifiques de renseignement, surveillance et reconnaissance.
2. Fournir aux chefs d'État Major des Armées le renseignement nécessaire pour le développement des activités de préparation de la Force militaire.
3. Planifier, diriger et, le cas échéant, exécuter les actions en matière de cartographie sur le théâtre d'opération. À ces effets les organismes correspondants des Armées maintiennent une dépendance fonctionnelle avec le CIFAS.

## Directeurs
- Général de division  Valentín Martínez Valero (Fondation en 2005–2008) (ET)
- Lieutenant général Miguel Romero López (2008–2011) (EA)
- Vice-amiral Juan Antonio Cuadrillero Pinilla (2011–2013) (Marine)
- Lieutenant général Francisco José Gan Pampols (2013–2017) (ET)
- Général de division Francisco Rosaleny Pardo de Santayana (2017-2019) (ET)
- Général de division Antonio Romero Losada (2019-) (ET)[3]